# Hàssan Paixà
|  | Per a altres significats, vegeu «Hàssan Paixà (governador de Bagdad)». |

Hàssan Paixà (1525-1572) fou governador d'Alger del 1544 al 1551, del 1557 al 1561 i del 1562 al 1567. Era fill de Khair al-Din Barba-rossa i d'una dona algeriana.
Encara no tenia 20 anys quan fou nomenat khalifa del seu pare, en el lloc de Hasan Agha. Va reforçar les fortificacions i va organitzar una expedició contra Tlemcen que oscil·lava entre la influència d'Alger i dels espanyols d'Orà, expedició que va tenir un èxit relatiu. El 1546 feia una segona expedició a Tlemcen quan va conèixer la mort del seu pare i va retornar ràpidament a la seva capital per assegurar-se el poder. Va agafar llavors el títol de beglerbeg (el mateix que com a governador tenia el seu pare).
El 1549 el sadita Muhammad al-Shaykh que dominava el sud del Marroc, va entrar a Fes i va esdevenir sobirà de tot el Marroc. Hasan va buscar una aliança amb aquest sobirà contra els espanyols d'Orà, però els sadites van aprofitar el moment per apoderar-se de Tlemcen on van entrar el 9 de juny de 1550. Hasan Pasha va reunir les seves forces, es va dirigir contra Tlemcen i va reconquerir la ciutat. Els marroquins es van haver de retirar cap al riu Muluya, que marcava la frontera, perseguits pels algerians.
El setembre de 1551 Hasan fou cridat a Constantinoble i nomenat al seu lloc Salih Pasha (Salah Raïs) un cap corsari. Després d'ocupar el govern del sandjak de Manisa fou retirat i per un temps no va ocupar cap càrrec fins que poc després de la mort de Salih Pasha (1556), fou nomenat altre cop governador d'Alger amb títol de paixà, el juny de 1557, substituint a Hasan Corso que mentre havia ocupat el govern (1556-1557).
Quan va arribar a Alger es va trobar que els sadites marroquins havien reconquerit Tlemcen. Per segona vegada va organitzar les seves forces i va expulsar els marroquins de la ciutat i va avançar cap al Marroc però es va aturar per por que les seves línies d'abastiment fossin tallades pels espanyols. Va enviar agents turcs al Marroc, que es van fer passar per desertors, i van assassinar al sultà sadita el 23 d'octubre de 1557.
El 1558 va atacar Orà i va derrotar els espanyols a la regió el 26 d'agost de 1558. El 1559 va tornar a la zona, va aconseguir diverses victòries, i es va garantir el domini de la Cabília. Però quan va voler reclutar als cabilencs per lluitar contra el Marroc, els geníssers s'hi van oposar, es van revoltar i van deposar Hasan, al que van enviar presoner a Constantinoble (setembre de 1561).
Hasan no va tenir cap problema per defensar la seva posició a la cort otomana, i fou reenviat a Alger (1562). Només arribar va començar a preparar una campanya contra els espanyols. El 1563 va iniciar el setge de Mers el-Kebir (3 d'abril) el qual es va perllongar durant dos mesos fins que finalment fou aixecat el 7 de juny de 1563, quan una flota espanyola de socors va arribar a la ciutat.
L'any següent va rebre ordes de preparar una flota per participar en un atac a Malta. L'atac es va produir el juliol de 1565 però no va reeixir. El 1567 fou cridat altre cop a Constantinoble i el va succeir el-Euldj Ali Pasha. Se sap que va prendre part en la batalla de Lepant (1571).
El 2 de desembre de 1571 fou nomenat altre cop governador d'Alger però segurament ja estava malalt i no va arribar a sortir mai cap a Alger, morint el 1572. Va deixar dos fills, Mahmud i Mehmed, que foren funcionaris menors otomans.